# Charontidae
Charontidae är en familj av spindeldjur. Charontidae ingår i överfamiljen Charontoidea, ordningen amblypyger, klassen spindeldjur, fylumet leddjur och riket djur. Enligt Catalogue of Life omfattar familjen Charontidae 12 arter. 
Charontidae är enda familjen i överfamiljen Charontoidea.
Kladogram enligt Catalogue of Life:
| Charontidae | \| \| Charon \| \| \| \| \| \| Stygophrynus \| \| \| \| |
|             | \| \| Charon \| \| \| \| \| \| Stygophrynus \| \| \| \| |
|             | Charon                                                  |
|             |                                                         |
|             | Stygophrynus                                            |
|             |                                                         |